# Лимана
Лимана (итал. Limana) је насеље у Италији у округу Белуно, региону Венето.
Према процени из 2011. у насељу је живело 3128 становника. Насеље се налази на надморској висини од 361 м.

## Становништво
Према резултатима пописа становништва 2011. у општини је живело 5.061 становника.
| 1951. | 1961. | 1971. | 1981. | 1991. | 2001. | 2011. |
| ----- | ----- | ----- | ----- | ----- | ----- | ----- |
| 3.610 | 3.701 | 3.579 | 3.984 | 4.165 | 4.509 | 5.061 |

## Партнерски градови
- Longuyon
- Шмитсхаузен
- Walferdange
- Грас Вали